# Rhynchosia acuminatissima
Rhynchosia acuminatissima là một loài thực vật có hoa trong họ Đậu. Loài này được Miq. miêu tả khoa học đầu tiên.